# 4965 Takeda
4965 Takeda (1981 EP28) là một tiểu hành tinh vành đai chính được phát hiện ngày 6 tháng 3 năm 1981 bởi S. J. Bus ở Đài thiên văn Siding Spring trong khóa học thuộc Khảo sát tiểu hành tinh Schmidt-Caltech vương quốc Anh.